# Skeletons (Stevie Wonder)
Skeletons è una canzone scritta, registrata e prodotta da Stevie Wonder nel 1987, pubblicata come primo singolo estratto dall'album Characters.
Il singolo presenta una versione estesa del brano che include brevi interventi sonori di personaggi quali il colonnello Oliver North e il presidente Ronald Reagan.

## Tracce
1. Skeletons (Extended) - 6:43
2. Skeletons (Instrumental) - 6:43

## Classifiche
| Classifica (1987)      | Posizione più alta |
| ---------------------- | ------------------ |
| U.S. Billboard Hot 100 | 19                 |
| U.S. R&B Chart         | 1                  |
| Italia                 | 8                  |